# Норт-Кейнен (Коннектикут)
Норт-Кейнен (англ. North Canaan) — місто (англ. town) в США, в окрузі Лічфілд штату Коннектикут. Населення — 3211 особа (2020).

## Демографія
Згідно з переписом 2010 року, у місті мешкало 3315 осіб у 1400 домогосподарствах у складі 824 родин. Було 1587 помешкань
Расовий склад населення:
| - 96,3 % — білих - 1,2 % — чорних або афроамериканців - 0,2 % — азіатів - 0,1 % — корінних американців - 1,2 % — осіб інших рас |

До двох чи більше рас належало 0,9 %. Частка іспаномовних становила 5,9 % від усіх жителів.
За віковим діапазоном населення розподілялося таким чином: 20,8 % — особи молодші 18 років, 60,3 % — особи у віці 18—64 років, 18,9 % — особи у віці 65 років та старші. Медіана віку мешканця становила 43,5 року. На 100 осіб жіночої статі у місті припадало 93,2 чоловіків;  на 100 жінок у віці від 18 років та старших — 92,6 чоловіків також старших 18 років.
Середній дохід на одне домашнє господарство  становив 78 976 доларів США (медіана — 72 411), а середній дохід на одну сім'ю — 92 218 доларів (медіана — 87 273). Медіана доходів становила 44 531 долар для чоловіків та 49 962 долари для жінок. За межею бідності перебувало 5,9 % осіб, у тому числі 10,8 % дітей у віці до 18 років та 1,6 % осіб у віці 65 років та старших.
Цивільне працевлаштоване населення становило 1934 особи. Основні галузі зайнятості: освіта, охорона здоров'я та соціальна допомога — 25,6 %, виробництво — 11,3 %, будівництво — 11,2 %.